# 1986 en musique
| \| • Retour à la chronologie générale de la musique populaire • \| |
| XXIe siècle • XXe siècle • XIXe siècle • XVIIIe siècle XVIIe siècle • XVIe siècle • XVe siècle • XIVe siècle XIIIe siècle • XIIe siècle • XIe siècle • Xe siècle IXe siècle • VIIIe siècle • Haut Moyen Âge • Rome • Grèce |
| • Retour à la chronologie générale de la musique populaire • |

| • Retour à la chronologie générale de la musique populaire • |

| Années de la musique populaire : 1983 - 1984 - 1985 - 1986 - 1987 - 1988 - 1989    |
| Décennies de la musique populaire : 1950 - 1960 - 1970 - 1980 - 1990 - 2000 - 2010 |

Cet article présente les faits marquants de l'année 1986 en musique.

## Faits marquants

### En France
- 54 millions de singles[1] et environ 57 millions d'albums[2] sont vendus en France en 1986.
- Premiers succès de Jean-Louis Aubert (Juste une illusion), François Feldman (Rien que pour toi), Niagara (Tchiki Boum), Elsa (T'en va pas) et Images (Les Démons de minuit).
- 14 janvier : Décès de Daniel Balavoine dans un accident d'hélicoptère lors du Paris Dakar.
- Création le 1er mars de la première chaîne musicale française, TV6.
- Mylène Farmer révolutionne le vidéo-clip en France et fait scandale avec Libertine, réalisé par Laurent Boutonnat.
- Alors que sa chanson Miss Maggie crée la polémique, Renaud se produit durant un mois au Zénith de Paris.
- Jean-Jacques Goldman écrit La Chanson des Restos pour Les Restos du cœur.
- Séparation du groupe Téléphone.

### Dans le monde
- 23 janvier : Premières intronisations au Rock and Roll Hall of Fame.
- 29 mars : Rock Me Amadeus de l'autrichien Falco est la première chanson germanophone à devenir numéro 1 aux États-Unis.
- Une tournée caritative pour Amnesty International réunit U2, Peter Gabriel, Sting, Bryan Adams, Lou Reed et Joan Baez.
- Le texte de Papa don't preach de Madonna crée la polémique.
- 9 août : Dernière prestation sur scène de Queen avec Freddie Mercury à Knewborth.
- 2 septembre : Ouverture de la station MusiquePlus au Québec, première chaîne francophone à diffuser exclusivement des clips vidéo.

## Disques sortis en 1986
- Albums sortis en 1986
- Singles sortis en 1986

## Succès de l'année en France (Singles)

### Chansons classées Numéro 1
Cette liste présente, par ordre chronologique, tous les titres s'étant classés à la première place du Top 50 durant l'année 1986.
- Jean-Jacques Goldman & Michael Jones : Je te donne
- Jean-Luc Lahaye : Papa chanteur
- Daniel Balavoine : L'Aziza
- Gold : Capitaine abandonné
- Stéphanie : Ouragan
- Jeanne Mas : En rouge et noir
- Images : Les Démons de minuit
- MC Miker G & DJ Sven : Holiday Rap
- Julie Pietri : Ève lève-toi
- Europe : The Final Countdown

### Chansons francophones
Cette liste présente, par ordre alphabétique, tous les titres francophones s'étant classés parmi les 10 premières places du Top 50 durant l'année 1986.
- Bibie : J’veux pas l’savoir
- Bill Baxter : Embrasse-moi idiot
- C. Jérôme : Et tu danses avec lui
- Carol Arnauld : C’est pas facile
- Daniel Balavoine : L'Aziza
- Daniel Balavoine : Sauver l'amour
- Desireless : Voyage, Voyage
- Dorothée : Maman
- Elsa : T'en va pas
- Emmanuelle : Premier baiser
- Gold : Capitaine abandonné
- Gold : Ville de lumière
- Images : Les Démons de minuit
- Indochine : Troisième sexe
- Indochine : Tes yeux noirs
- Jean-Jacques Goldman et Michael Jones : Je te donne
- Jean-Jacques Goldman : Pas toi
- Jean-Jacques Goldman : La Vie par procuration
- Jean-Luc Lahaye : Papa chanteur
- Jeanne Mas : En rouge et noir
- Jeanne Mas : L'enfant
- Johnny Hallyday : Quelque chose de Tennessee
- Julie Pietri : Ève lève-toi
- Les Enfoirés : La Chanson des Restos
- Lio : Les brunes comptent pas pour des prunes
- Muriel Dacq : Tropique
- Mylène Farmer : Libertine
- Niagara : L'Amour à la plage
- Partenaire particulier : Partenaire particulier
- Pierre Bachelet : En l'an 2001
- Sabine Paturel : Les bêtises
- Stéphanie : Ouragan
- Stéphanie : Flash
- Téléphone : Le jour s'est levé

### Chansons anglophones
Cette liste présente, par ordre alphabétique, tous les titres anglophones s'étant classés parmi les 10 premières places du Top 50 durant l'année 1986.
- a-ha : Take on Me
- a-ha : The Sun Always Shines on T.V.
- a-ha : Hunting High and Low
- Andrea : I’m a lover
- Bananarama : Venus
- Berlin : Take My Breath Away
- Billy Ocean : When the Going Gets Tough, the Tough Get Going
- Bonnie Tyler : If You Were a Woman
- Cock Robin : When Your Heart Is Weak
- Cock Robin : The Promise You Made
- Double : The Captain of Her Heart
- Elton John : Nikita
- Europe : The Final Countdown
- Fake : Brick
- Madonna : Live to Tell
- Madonna : Papa Don't Preach
- Madonna : True Blue
- MC Miker G & DJ Sven : Holiday Rap
- Modern Talking : Brother Louie
- Lionel Richie : Say You, Say Me
- Propaganda : p:Machinery
- Queen : A Kind of Magic
- Samantha Fox : Touch Me
- Sandra : (I'll Never Be) Maria Magdalena
- Sandra : In the Heat of the Night
- Sandra : Innocent Love
- Spagna : Easy lady
- Stevie Wonder : Part-Time Lover
- Sting : Russians
- Survivor : Burning Heart
- The Communards : Don't Leave Me This Way

## Succès de l'année en France (Albums)
Cette liste présente, par ordre alphabétique, les albums sortis en 1986 ayant obtenu une certification Platine ou Diamant en France.

### Disques de diamant (Plus d'un million de ventes)
- Madonna : True Blue

### Triples disques de platine (Plus de 900 000 ventes)
- Jean-Jacques Goldman : En public
- Jeanne Mas : Femmes d'aujourd'hui

### Doubles disques de platine (Plus de 600 000 ventes)
- Jean-Michel Jarre : Rendez-vous
- Johnny Hallyday : Gang
- The Police : Every Breath You Take: The Singles

### Disques de platine (Plus de 300 000 ventes)
- a-ha : Scoundrel Days
- Daniel Balavoine : Master série
- Étienne Daho : Pop Satori
- Genesis : Invisible Touch
- Gold : Calicoba
- La Compagnie créole : Ça fait rire les oiseaux
- Michel Jonasz : Au Palais des Sports
- Paul Simon : Graceland
- Prince : Parade
- Wham! : The Final

## Succès internationaux de l’année
Cette liste présente, par ordre alphabétique, les trente titres et albums ayant eu le plus de succès dans les charts internationaux en 1986,.

### Singles
- Bananarama : Venus
- Berlin : Take my breath away
- Billy Ocean : When the going gets tough, the tough get going
- Bruce Hornsby & the Range: The way it is
- Chris de Burgh : The Lady In Red
- Cutting Crew : (I just) Died in your arms tonight
- Cyndi Lauper : True colors
- Dionne Warwick & Friends : That's What Friends Are For
- Duran Duran : Notorious
- Europe : The final countdown
- Falco : Rock Me Amadeus
- George Michael : A Different Corner
- Level 42 : Lessons in love
- Lionel Richie : Dancing on the ceiling
- Madonna : Live to Tell
- Madonna : Papa Don't Preach
- Madonna : True blue
- Patti LaBelle & Michael McDonald : On My Own
- Pet Shop Boys : West End Girls
- Peter Cetera : Glory of Love
- Peter Gabriel : Sledgehammer
- Prince : Kiss
- Robert Palmer : Addicted to love
- Run DMC & Aerosmith : Walk this way
- Samantha Fox : Touch me
- Steve Winwood : Higher Love
- Survivor : Burning heart
- The Bangles : Walk like an Egyptian
- The Bangles : Manic Monday
- Whitney Houston : The greatest love of all

### Albums
- Barbra Streisand : The Broadway album
- Billy Idol : Whiplash smile
- Bon Jovi : Slippery when wet
- Boston : Third Stage
- Bruce Hornsby & the Range : The way it is
- Bruce Springsteen : Live/1975-85
- Depeche Mode : Black Celebration
- Europe : The final countdown
- Eurythmics : Revenge
- Genesis : Invisible Touch
- Huey Lewis & The News : Fore!
- Janet Jackson : Control
- Lionel Richie : Dancing on the Ceiling
- Madonna : True Blue
- Metallica : Master of Puppets
- Mr. Mister : Welcome to the real world
- Paul Simon : Graceland
- Pet Shop Boys : Please
- Peter Gabriel : So
- Prince : Parade
- Queen : A kind of magic
- Rocky IV
- Simply Red : Picture Book
- The Beastie Boys : Licensed to ill
- The Police : Every Breath You Take: The Singles
- The Rolling Stones : Dirty Work
- The Smiths : The Queen is dead
- Tina Turner : Break every rule
- Top Gun
- Van Halen : 5150

## Récompenses
- États-Unis : 29e cérémonie des Grammy Awards
- États-Unis : American Music Awards 1986 (en)
- États-Unis : 1986 MTV Video Music Awards (en)
- Europe : Concours Eurovision de la chanson 1986
- France : 2e cérémonie des Victoires de la musique
- Québec : 8e gala des prix Félix

## Formations et séparations de groupes
- Groupe de musique formé en 1986
- Groupe de musique séparé en 1986

## Naissances
- 1er janvier : Zach Condon, chanteur du groupe Beirut
- 6 janvier : Alex Turner, chanteur des Arctic Monkeys et des Last Shadow Puppets
- 21 février : Charlotte Church, soprano galloise
- 3 mars : Stacie Orrico, chanteuse américaine
- 28 mars : 
  - Lady Gaga, auteur-compositrice-interprète américaine
  - Young Scooter, rappeur et chanteur américain († 28 mars 2025)
- 6 mai : Maître Gims, rappeur français
- 10 juin : Camille Lellouche, chanteuse française
- 21 juin : Lana Del Rey, chanteuse américaine
- 13 juillet : Pierrick Lilliu, chanteur de pop rock français
- 2 juillet : Lindsay Lohan, actrice et chanteuse américaine
- 26 août : Cassie, chanteuse américaine de R&B
- 29 août : Lea Michele, chanteuse américaine
- 13 octobre : Eva Berberian, auteur-compositeur-interprète française
- 16 octobre : Inna, chanteuse roumaine
- 8 décembre : Kate Voegele, actrice et chanteuse américaine
- 12 décembre : Reykon, chanteur colombien
- 23 décembre: Noël Wells, actrice américaine
- 30 décembre : Ellie Goulding, chanteuse britannique

## Décès
- 4 janvier : Phil Lynott, chanteur du groupe Thin Lizzy
- 14 janvier : Daniel Balavoine, auteur-compositeur-interprète français
- 4 mars : Richard Manuel, membre du groupe de rock canadien The Band
- 11 mars : Sonny Terry, chanteur et harmoniciste de blues américain
- 31 mars : O'Kelly Isley, membre de The Isley Brothers
- 13 juin : Benny Goodman, musicien américain de jazz
- 27 septembre : Cliff Burton, deuxième bassiste du groupe Metallica
- 23 octobre : Esquerita, chanteur et pianiste de rock 'n' roll américain
- 1er décembre : Lee Dorsey, chanteur de twist américain